# Esparron (Var)
Esparron é uma comuna francesa na região administrativa da Provença-Alpes-Costa Azul, no departamento de Var. Estende-se por uma área de 30,04 km². Em 2010 a comuna tinha 369 habitantes (densidade: 12,3 hab./km²).